# 高通MSM7227
MSM7227是美國 高通 公司於 2009年 推出的一顆低成本 芯片組 ，高通MSM7227屬於MSM7000系列，前身是32位高通MSM7225，當初發布MSM7227的目的是為了推廣低成本 智能手機 市場。

## 特性
CPU結構：RISC
數據寬度：32位
RAM數據總線寬度：32位
二級緩存：256KB

## 指令集
CPU指令集：ARMv6
CPU核心架構：ARM11 36EJ - S

## 時鐘頻率
最大物理頻率：600MHz

## 技術
製造工藝：65nm
半導體技術：CMOS

## 其他

### GPU
內置GPU：Adreno 200
GPU支持：
- OpenGL ES 2.0
- OpenGL ES 1.1
- OpenVG 1.1
- EGL 1.3
- Direct3D加速
- SVGT 1.2
- DirectDraw

### 網絡支持
- GSM
- GPRS / EGPRS
- EDGE
- UMTS
- HSDPA:7.2 Mbps
- HSUPA:5.76 Mbps
- 基带:MBMS

### 解碼支持
最大支持分辨率：WVGA級別